# План ліквідації аварій
План ліквідації аварій (ПЛА) (рос. план ликвидации аварий, англ. failure liquidation plan, emergency control plan; нім. Havariebeseitigungsplan m) — у гірництві — план погоджених дій робітників, що раптово потрапили в зону аварії в шахті, рудникової адміністрації, гірничорятувальних частин, допоміжних та добровільних команд. ПЛА складається кожні шість місяців головним інженером шахти або рудника, погоджується з представниками гірничотехнічної інспекції та гірничорятувальних частин і затверджується технічним директором об'єднання.
Ліквідація аварій на гірничих та інших підприємствах, зокрема, при бурінні, експлуатації та капітальному ремонті нафтових і газових свердловин здійснюється згідно з вимогами нормативно-технічних документів.